# Zdzisław Pelczarski
Zdzisław Lesław Pelczarski – polski architekt, doktor habilitowany nauk technicznych inżynier, nauczyciel akademicki Wydziału Architektury Politechniki Białostockiej i były dziekan tego wydziału, specjalista w zakresie architektury mieszkaniowej i architektury użyteczności publicznej.

## Życiorys
W 2011 na Wydziale Architektury Politechniki Wrocławskiej na podstawie dorobku naukowego oraz rozprawy pt. Widownie współczesnych stadionów. Determinanty i problemy projektowe uzyskał stopień doktora habilitowanego nauk technicznych w dyscyplinie architektura i urbanistyka w specjalności architektura użyteczności publicznej.
Został profesorem nadzwyczajnym Politechniki Białostockiej na Wydziale Architektury. Był dziekanem tego wydziału.